# معركة دلفت (1573)

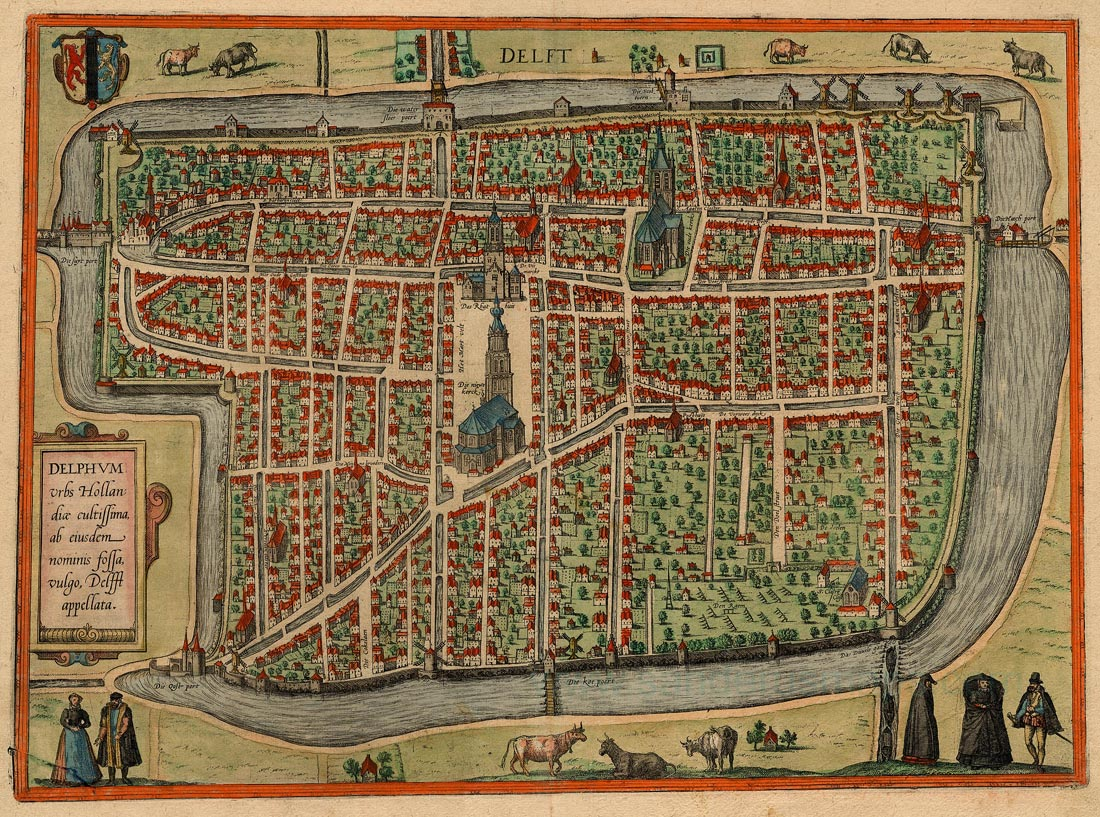
خريطة دلفت بواسطة براون وهوجنبرج

معركة دلفت او دفاع دلفت هو اشتباك عسكري خلال حرب الثمانين عام والحرب الانجليزية الاسبانية بين قوات انجليزية هوولندية صغيرة بقيادة توماس مورغان وقوات اسبانية تحت قيادة فرانسيسكو دي فالديز وقد دارت المعركة داخل وخارج مدينة دلفت في اكتوبر 1573. واجبر الاسبان على التراجع